# Václav Cempírek
Václav Cempírek (* 6. května 1954 Čáslav) je český vysokoškolský profesor, dopravní expert, politik, v letech 2010 až 2013 poslanec Poslanecké sněmovny PČR za Pardubický kraj, člen TOP 09. Od roku 2020 rektor Vysoké školy logistiky.

## Vzdělání, profese a rodina
V letech 1969–1973 vystudoval obor Doprava a přeprava na SPŠ železniční v České Třebové. Mezi lety 1974–1978 absolvoval studijní obor Provoz a ekonomika železniční dopravy na fakultě provozu a ekonomiky železniční dopravy Vysoké školy dopravy a spojů v Žilině. V období 1988–1989 si doplňoval pedagogické vzdělání na ČVUT v Praze. V roce 1999 získal titul Ph.D. na Dopravní fakultě Univerzity Pardubice. Roku 2002 absolvoval habilitační řízení a dosáhl akademického titulu docent. V roce 2008 mu byl udělen titul profesora v oboru technologie a management v dopravě a telekomunikacích.
Mezi lety 1973–1974 pracoval jako výpravčí vlaků v železniční stanici Zbraslavice. Mezi lety 1978–1982 působil jako samostatný pracovník ekonomického oddělení pro odvětví lokomotivního hospodářství ČSD v České Třebové. Poté do roku 1989 vyučoval ekonomické a na dopravu zaměřené předměty na SPŠ železniční tamtéž. Mezi lety 1990–1996 pracoval jako odborný učitel na Vyšší dopravní akademii v České Třebové a poslední tři roky zastával post zástupce ředitele. Od roku 1995 přednáší na Fakultě chemicko-technologická UP didaktiku. Mezi lety 1996–2007 přednášel na katedře technologie a řízení dopravy DFJP, od roku 2007 do roku 2010 tuto katedru vedl. Od roku 1998 vede regionální pracoviště Institutu Jana Pernera, o.p.s. v Pardubicích.
Od července 2020 působí jako rektor Vysoké školy logistiky.
S manželkou Ivou vychoval dceru Evu a syna Petra.

## Politická kariéra
Ve volbách 2010 byl zvolen do dolní komory českého parlamentu díky 8,69 % preferenčních hlasů, které jej posunuly z 9. na 2. místo na kandidátce TOP 09.
V roce 2011 předložil s Radimem Vysloužilem ze strany Věci veřejné návrh zákona, který by umožňoval množstevní slevy na silničním mýtném pro kamiony.
Ve volbách do Senátu PČR v roce 2014 kandidoval za TOP 09 a STAN v obvodu č. 48 – Rychnov nad Kněžnou. Podpořila jej také ODS. Se ziskem 8,24 % hlasů však skončil na 5. místě a nepostoupil tak ani do druhého kola.